# EUGEO
EUGEO je Zveza evropskih geografskih združenj in društev. Cilj EUGEO je zastopati svoje člane na evropski ravni ter usklajevati in sprožati skupne dejavnosti članov za pospeševanje raziskav in izobraževanja o geografiji Evrope ter spodbujati znanstveno disciplino, šolski predmet in strokovno prakso za raziskovanje geografskih dejavnikov in procesov v in o Evropi. Člani EUGEO so iz 27 držav. EUGEO deluje tudi kot mreža in forum za krepitev položaja in delovanja organizacij članic, zlasti za dejavnosti o poučevanju in preučevanju evropske razsežnosti.
EUGEO je bila ustanovljen na pobudo Italijanskega geografskega društva. Leta 1994 so se predstavniki geografskih združenj v Evropski uniji zbrali v Rimu. Želja je bila spodbuditi in okrepiti sodelovanje med neodvisnimi znanstvenimi evropskimi geografskimi društvi, združenji in inštituti. Začetni cilj je bil izboljšati komunikacijo in izmenjavo zamisli med institucijami članic, delovati kot lobistično telo za geografijo v Evropi, izboljšati usklajenost geografskih raziskav na vseevropski ravni in opredeliti nove znanstvene in izobraževalne odgovornosti za geografijo znotraj Evrope, da bi geografijo celoviteje postavili v središče evropskih razprav. 
Na kongresu leta 2007 v Amsterdamu so bili cilji opredeljeni na novo: 
- ozaveščati in spodbujati spoznavanje in rabo geografije o okoljskih zadevah v šolah, visokošolskem izobraževanju, podjetjih, vladah in širši javnosti v Evropi;
- zagotoviti osredotočenost na evropske raziskave na vseh področjih geografije v Evropi;
- reševanje geografskih vprašanj s celovite perspektive Evropske unije;
- pripraviti in opozoriti pristojne institucije in organe, zlasti Evropske unije, na naravne in družbene procese in pripraviti priporočila, ki bodo podpirala cilje EU in EUGEO;
- spodbujati poklicni položaj in razvoj geografije v Evropi;
- olajšati in omogočiti izmenjavo informacij z objavo publikacij in sklicem konferenc in podobnih sestankov;
- spodbujati vseevropske geografske informacijske vire;
- spodbujati dobre prakse poučevanja geografije na vseh ravneh evropskega izobraževanja.
Članica EUGEO je tudi Zveza geografov Slovenije.